# Anta do Monte Abraão
A Anta do Monte Abraão foi um dólmen megalítico localizado na freguesia de Queluz e Belas, no município de Sintra, Distrito de Lisboa, Portugal. 
Este dólmen foi identificado pela primeira vez, em 1876, por Carlos Ribeiro, que realizou escavações até 1878 e publicou os resultados da sua investigação em 1880. As escavações sugerem que serviu como tumba para cerca de 80 indivíduos e que remonta desde o meio até ao fim do período neolítico (4000-2500 a.C). A Anta do Monte Abraão e a vizinha Anta da Pedra dos Mouros (também conhecida como Anta do Senhor da Serra) e Anta da Estria são coletivamente conhecidas como Antas de Belas.
A Anta do Monte Abraão está classificada como Monumento Nacional desde 1910.

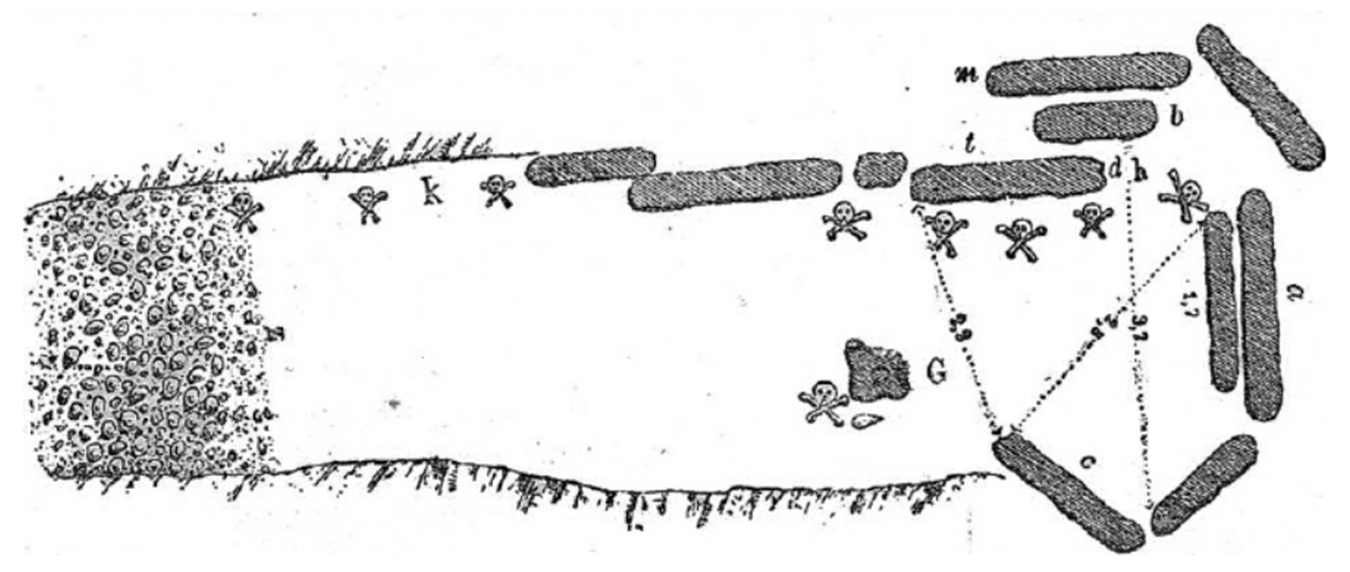
Esboço de Ribeiro do plano do dolmen

## Descrição
A câmara funerária da Anta do Monte Abraão tinha uma orientação leste-oeste. Tinha pelo menos seis pedras de suporte de calcário ou ortostatos na vertical e três deles foram encontrados in situ por Ribeiro. A câmara poligonal tinha diâmetro de 3,6 metros, aproximada por corredor de 8 m com 2 m de largura. Trabalhos posteriores de Vergílio Correia Pinto da Fonseca identificaram desenhos limitados em algumas pedras. Apesar da destruição da tumba, as escavações renderam inúmeras descobertas, incluindo machados de pedra, ferramentas e lâminas de pederneira, pontas de flecha de pederneira, cabeças de paus, cerâmicas de cerâmica, vasos de argila e objetos de adorno. Esses estão expostos no Museu Geológico Português, em Lisboa.

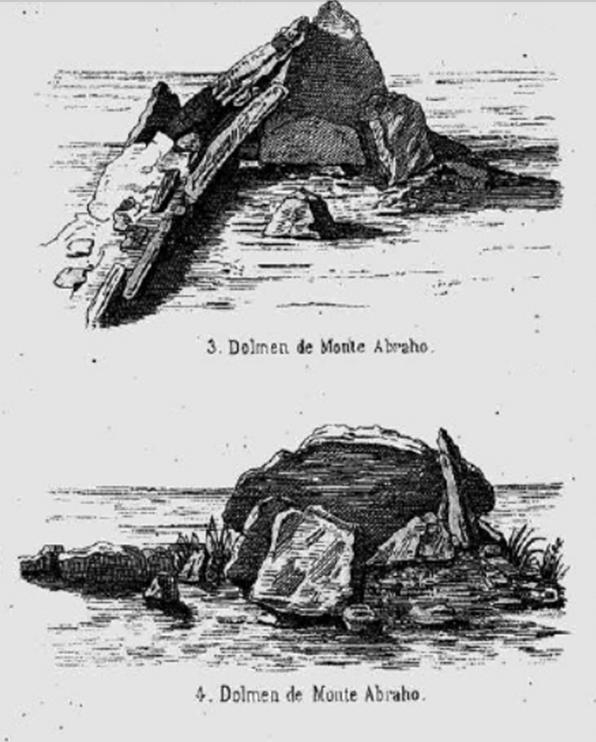
Dois desenhos de Ribeiro do dólmen.

Além da visita de Pinto da Fonseca, as descobertas de Ribeiro atraíram pouco interesse no dólmen até a década de 1960, quando os arqueólogos ficaram preocupados com a possível destruição das Antas de Belas como resultado da expansão urbana e da construção de rodovias. Além disso, a Anta do Monte Abrão foi ameaçada pela atividade de uma pedreira localizada nas proximidades. A condição atual das pedras é ruim e grafites extensos são visíveis.